# 亞斯凱德湖
62°40′N 98°00′W / 62.667°N 98.000°W
亞斯凱德湖是加拿大的湖泊，位於該國中部，由努納武特基瓦里奇地區負責管轄，面積1,334平方公里，是該地區第六大湖泊，島嶼面積106平方公里，海拔高度140米。该湖中有世界仅有的一个湖中岛中湖中岛中湖，且此无名湖中又有一个岛。

## 外部連結
- Map, including area lakes （页面存档备份，存于）
- Photos, Geological Survey of Canada, 2007